# Gabbiella rosea
Gabbiella rosea là một loài ốc nước ngọt nhỏs có vảy, là động vật thân mềm chân bụng thuộc phân lớp mang trước sống dưới nước trong họ Bithyniidae.
Đây là loài đặc hữu của Kenya. Môi trường sống tự nhiên của chúng là hồ nước ngọt.